# ماریا فیلاتوا
ماریا فیلاتوا (به انگلیسی: Maria Filatova) ژیمناست زادهٔ ۱۹ ژوئیهٔ ۱۹۶۱ میلادی اهل کشور شوروی است.